# Šiho Fukada
Šiho Fukada (深田 志穂, Fukada Shiho) je japonská fotoreportérka působící mezi New Yorkem a Japonskem. Její klientelu tvoří mimo jiné The New York Times, MSNBC, Le Monde, Stern a časopis New York.  V roce 2008 získala hlavní cenu v devátém ročníku soutěže Fotografie roku časopisu Editor and Publisher Magazine. Fukada také získala v roce 2010 ocenění Alicia Patterson Journalism Fellowship za výzkum a fotografování japonských pracovníků.

## Kariéra
Fukada se specializovala na anglickou literaturu a nejprve pracovala v módní reklamě jako vedoucí úseku. Půjčila si 35 mm SLR fotoaparát a začala fotografovat. 